# Breszt (Petrinya)
Breszt (horvátul: Brest Pokupski) falu Horvátországban, Sziszek-Monoszló megyében. Közigazgatásilag Petrinyához tartozik.

## Fekvése
Sziszek városától légvonalban 10, közúton 14 km-re délnyugatra, községközpontjától 2 km-re északnyugatra, a Báni végvidék középső részén, a Kulpa bal partján fekszik.

## Története
A település területe valószínűleg már a történelem előtti időben is lakott volt. A Gradišćén található középkorinak tartott vármaradványokról többen feltételezik, hogy az erősség ókori eredetű lehet. Ezt azonban csak egy szakszerű régészeti feltárás tisztázhatná. A település neve 1353-ban még birtokként bukkan fel először „Bresth possessio ex ista parte fluvius Culpa” alakban. 1507-ben „Bresth domini episcopi Zagrabiensis”, 1509-ben „Brezthye”, 1557-ben „Bresth oppidum ad Colapin” alakban említik a korabeli írásos források. A török ellen épített várát 1570-ben „castrrum Bresech” néven említik először. A vár építése azonban hosszú ideig elhúzódott, mivel a nagyméretű földszerkezetű erődöt a Kulpa áradásai minduntalan elmosták.
1592. április 14-én Hasszán boszniai pasa újabb támadása miatt Erdődy Tamás horvát bán a Breszt melletti Mala Goricánál létesített megerősített tábort, ahová fegyverbe hívta az ország nemeseit és jobbágyait, melyekhez a károlyvárosi és kaproncai helyőrségek katonái is csatlakoztak azzal a céllal, hogy meghiúsítsák egy új petrinyai erőd török általi felépítését és kiűzzék a térségből a török erőket. Ez azonban a szervezetlenség miatt nem sikerülhetett. 1592 májusában Hasszán pasa átkelve a Kulpán elfoglalta Bresztet és szétszórta a horvát seregeket, majd ezután többször is megkísérelte a keletre fekvő Sziszek elfoglalását. 1594 májusára a horvát seregnek sikerült felszabadítania a térséget. Bresztnél 16 ezer főnyi horvát sereg gyűlt össze, ahová Miksa főherceg is megérkezett ezer lovassal. Ezt követően a horvát erők átkeltek a Kulpán, majd augusztus 10-én felgyújtották és lerombolták a petrinyai török erődöt. Szeptemberben a törökök visszatértek az elvesztett területre és egészen a Kulpáig törtek előre újjáépítve a lerombolt petrinyai erődöt. 1595. szeptember 24-én a keresztény erők végül ismét felszabadították Petrinya térségét, mely Breszttel együtt immár tartósan horvát kézen maradt.
A 17. századi felszabadító harcokban a keresztény seregek végleg kiűzték a Kulpa és az Una közötti területről a törököt és a török határ a század végére az Una folyóhoz került vissza. Ezzel párhuzamosan a Turopolje, a Szávamente, a Kulpamente vidékéről és a Banovina más részeiről horvát katolikus családok telepedtek le itt. Az újonnan érkezettek szabadságjogokat kaptak, de ennek fejében határőr szolgálattal tartoztak. El kellett látniuk a várak, őrhelyek őrzését és részt kellett venniük a hadjáratokban. 1696-ban a szábor a bánt tette meg a Kulpa és az Una közötti határvédő erők parancsnokává, melyet hosszas huzavona után 1704-ben a bécsi udvar is elfogadott. Ezzel létrejött a Báni végvidék (horvátul Banovina), mely katonai határőrvidék része lett. 1745-ben megalakult a Petrinya központú második báni ezred, melynek fennhatósága alá ez a vidék is tartozott. 1774-ben az első katonai felmérés térképén  neve „Dorf Breszt” alakban szerepel. A 18. század közepétől a sziszeki vasútvonal 1862-es megépítéséig itt haladt át a Kulpa folyón az áruforgalom, mely elősegítette a lakosság nagyobb arányú betelepülését. Ennek a népességnek a leszármazottai ma is élnek a településen.
A katonai határőrvidék része volt, majd ennek megszűnése után Zágráb vármegye Petrinyai járásának része lett. 1857-ben 398, 1910-ben 463 lakosa volt. A 20. század első éveiben a kilátástalan gazdasági helyzet miatt sokan vándoroltak ki a tengerentúlra. 1918-ban az új szerb-horvát-szlovén állam, majd később Jugoszlávia része lett. A második világháború idején a Független Horvát Állam része volt. A háború után a béke időszaka köszöntött a településre. Enyhült a szegénység és sok ember talált munkát a közeli városokban. A délszláv háború előestéjén lakosságának 93%-a horvát nemzetiségű volt. A falu 1991. június 25-én a független Horvátország része lett. A JNA petrinyai laktanyájából előtörő jugoszláv katonaság és a szerb szabadcsapatok miután 1991. szeptember 21-én elfoglalták Petrinyát támadást intéztek Sziszek, illetve Zágráb irányába. Támadásuk a Kulpa hídjának lerombolása és a horvát nemzeti gárda védelmi erőinek megalakulása miatt éppen Bresztnél akadt el. A harcok miatt falu lakossága nagyrészt elmenekült és csak a háború után tért vissza. 2011-ben 279 lakosa volt.

## Népesség
| Lakosság változása | Lakosság változása | Lakosság változása | Lakosság változása | Lakosság változása | Lakosság változása | Lakosság változása | Lakosság változása | Lakosság változása | Lakosság változása | Lakosság változása | Lakosság változása | Lakosság változása | Lakosság változása | Lakosság változása | Lakosság változása |
| ------------------ | ------------------ | ------------------ | ------------------ | ------------------ | ------------------ | ------------------ | ------------------ | ------------------ | ------------------ | ------------------ | ------------------ | ------------------ | ------------------ | ------------------ | ------------------ |
| 1857               | 1869               | 1880               | 1890               | 1900               | 1910               | 1921               | 1931               | 1948               | 1953               | 1961               | 1971               | 1981               | 1991               | 2001               | 2011               |
| 398                | 374                | 395                | 412                | 452                | 463                | 428                | 396                | 354                | 348                | 394                | 390                | 381                | 357                | 325                | 279                |

## Nevezetességei
- Szent Borbála tiszteletére szentelt római katolikus temetőkápolnája a falu déli részén áll. A 350 éves épületet 1991-ben a szerbek által elfoglalt Petrinyából kilőtt gránátokkal teljesen lerombolták. A háború után újjáépítették. A mala goricai plébániához tartozik.
- Breszt várának maradványai régészeti feltárás során kerültek elő. A várat a 16. század második felében, petrinyai török erőd felépülte előtt kezdték építeni a horvátok a Kulpa másik oldalán, ott ahol jelenleg is egy híd áll. A hidat korábban többször is lerombolták. Itt kezdték meg egy hatalmas földszerkezetű erőd felépítését. A breszti erőd építéséhez kapcsolódott Hrasztovica lakosságának sorsa is, akik a leendő erőd közelébe költöztek át. Az építési terület kiválasztásával és építésével nem jártak sok szerencsével, mert a sáncokat a Kulpa áradásai teljesen elmosták. Ezért az építkezésnek többször is nekiálltak. Emiatt abban a pillanatban, hogy a törökök nekiláttak az új váruk felépítésének, a folyó túlpartján még mindig csak egy megkezdett földszerkezetű erőd és egy hatalmas katonai tábor állt. A vár a török kiverése után a 17. században elveszítette jelentőségét és fokozatosan elpusztult.
- Gradišće – történelem előtti vármaradványok.
- A falu közepén a főút mellett kereszt áll, melyet a honvédő háború szenvedéseinek emlékére állítottak.

## Kultúra
A faluban fennmaradt mintegy húsz hagyományos népi építésű kulpamenti ház, melyek közül a Jurinec-házból tájházat alakítottak ki. A ház a honvédő háború idején olyan súlyosan megsérült, hogy le kellett bontani. A pompázatos helyi népviselet a szövő és hímző művészet fejlettségét dicséri, melyben a vörös színű geometriai és stilizált növényi motívumok dominálnak. A népviselethez tartozik gazdagon díszített a főkötő és a fejkendő, melyet a férjes asszonyok hordanak. A falu kulturális életének szervezője és hagyományőrzője a „KUD Pokupljanka” kulturális és művészeti egyesület és a „Brestovljani” tamburazenekar.